# Seznam českých šlechtických rodů, R
Tento seznam obsahuje výčet šlechtických rodů, které byly v minulosti spjaty s Českým královstvím Podmínkou uvedení je držba majetku, která byla v minulosti jedním z hlavních atributů šlechty, případně, zejména u šlechty novodobé, jejich služby ve státní správě na území Českého království či podnikatelské aktivity. Platí rovněž, že u šlechty, která nedržela konkrétní nemovitý majetek, jsou uvedeny celé rody, tj. rodiny, které na daném území žily alespoň po dvě generace, nejsou tudíž zahrnuti a počítáni za domácí šlechtu jednotlivci, kteří zde vykonávali pouze určité funkce (politické, vojenské apod.) po přechodnou či krátkou dobu. Nejsou rovněž zahrnuti církevní hodnostáři z řad šlechty, kteří pocházeli ze šlechtických rodů z jiných zemí.

## R
- Rozum z Bílejova
- Račínové z Račína
- Radečtí z Radče
- Rašínové z Rýzmburka
- Rajští z Dubnice
- Rendlové z Oušavy
- Riedlové von Riedenstein[1]
- Riegerové[1]
- Riese-Stallburgové[1]
- Ringhofferové[1]
- Robmhapové ze Suché
- Rohanové
- Rombaldové von Hocinfels[1]
- Ronovci
- z Roupova
- Rožmberkové
- z Rožmitálu
- Rummerskirchové[1]
- Rychnovští z Rychnova[2]
- Rychnovští z Jablonice[2]
- z Rýzmburka